# ناتسوکو هارا
ناتسوکو هارا (انگلیسی: Natsuko Hara؛ زادهٔ ۱ مارس ۱۹۸۹) بازیکن فوتبال اهل ژاپن است که در تیم‌های ملی فوتبال زیر ۲۰ سال زنان ژاپن و زنان ژاپن بازی کرده‌است.